# Maurizio Mosca
Pour les articles homonymes, voir Mosca.
Maurizio Mosca (né le 24 juin 1940 à Rome et mort le 3 avril 2010 à Pavie) était un journaliste, écrivain et présentateur à la télévision italienne.

## Biographie

### Carrière dans le papier imprimé
Fils de l'humoriste, journaliste et écrivain Giovanni Mosca, et le frère de l'écrivain Paolo Mosca, a commencé à travailler pour le journal La Notte de Milan avant de s'installer à la Gazzetta dello Sport, qui a été testé pendant vingt ans comme rédacteur chef, et où il a également joué le rôle de directeur par intérim pendant deux ans.
En 1983, le Journal publie une interview avec le brésilien Zico, célèbre star du football: c'est un scoop, parce que Zico n'a jamais donné d'interview à la presse italienne. Mosca affirme qu'il a été possible grâce à l'amitié qui lie les footballeurs. Quelque temps après, Mosca était l'hôte de Le Processo del Lunedì (La procédure de Lundi), Zico est également en studio. Aldo Biscardi (le conducteur du programme), demande à Zico comment il est devenu un ami de Mosca, et  le brésilien a répondu: «Ce monsieur, je ne le connais pas».
La carrière de Maurizio Mosca se termine à la Gazzetta à l'époque. Mosca a été contraint de quitter le journal. Après Mosca, a affirmé qu'il était la victime d'un "complot" car il est considéré comme «dangereux» pour les caractères de certaines du système national de football.

### En télévision
Après être apparu en télévision comme commentateur sportif en 1969, il commence à travailler régulièrement pour la télévision en 1979, faisant ses débuts comme animateur d'un programme de sport d'une chaîne de télévision régionale à Milan. Par la suite, il a dirigé le magazine de football de Supergol. Depuis, il a participé à des émissions de radio et de télévision de nombreux, presque toujours à propos du football, à la fois régionale et nationale. 
La fin des années '80, avec le développement progressif de la rédaction de Fininvest le voir d'abord comme une contrepartie impliqués dans la transmission de César Cadeo: Calciomania, diffusée sur le Canal Italia 1. 
Un des programmes avec un public plus large, a été L'Appello del Martedi (Appel du Mardi), au cours de laquelle la transmission de Mosca sur scène vêtus de robes et de coiffures en tant que magistrat, et où, en plus de marquer les saisons et les rythmes du débat télévisé prendront part le. En 2002 il a dirigé la télé sans le réseau, diffusé sur Rete 4 avec Paolo Liguori, a également participé à cette transmission de Monica Vanali et Benedetta Massola. 
Mosca a également participé à les films Paparazzi (1998) et Tifosi (1999), se joue, et a écrit un livre autobiographique intitulé La vie est ronde ... comme un ballon de football, publié par Rizzoli en 2001.

### La mort
Malade depuis quelque temps, il est mort le matin du 3 avril 2010 à l'hôpital San Matteo de Pavie.

## Programmes en TV et Radio

### Télévision nationale
- 1989-1998 : Italia 1 (Guida al campionato, 1989), (Calciomania, 1989), (L'appello del Martedì, 1991)
- 1996-2001 : TMC (Il processo di Biscardi)
- 2001-2002 : LA7 et Rai 2 (Il processo di Biscardi, Quelli che... il calcio)
- 2002-2003 : Rete 4 et Italia 1 (Senza Rete, Controcampo)
- 2003-2010 : Italia 1 (Controcampo, Guida al campionato)

### Télévision régionale
- 1979-1981 Telemontepenice
- 1981-1989 Odeon TV "Forza Italia"(avec Fabio Fazio, Walter Zenga, Roberta Termali)
- 1989-1992 Telereporter
- 1992-1993 Telelombardia (Qui studio a voi stadio)
- 1993-1999 Telenova (Novastadio, Supergol, L'edicola di Mosca, 91°minuto, Casa Mosca, Domenica in famiglia)
- 1999-2006 Antenna 3 (Antenna 13, Azzurro Italia, Casa Mosca, Sport daily, Calcio in faccia, Cartellino rosso)
- 2007-2010 Odeon TV (Il Campionato dei Campioni)

### Radio
- 1993-1996 - Radio Deejay ("La Mosca in Ferrari") avec Roberto Ferrari
- 2006-2009 - Radio 105 (105's in Gazza e 105 Sport) avec Fabiana et Fabio Caressa

## Filmographie partielle

### Au cinéma
- 1998 : Paparazzi de Neri Parenti